# Beilby Porteus
Beilby Porteus (auch Porteous; * 8. Mai 1731; † 13. Mai 1809) war Bischof von Chester und dann Bischof von London. Er reformierte die Church of England und war ein führender Abolitionist in England. Er war der erste Anglikaner, der eine Autoritäts-Position erreichte, in der er die Haltung der Kirche gegenüber Sklaverei verändern konnte.

## Leben

### Familie
Die Familie Porteus hatte schottische Vorfahren. Sein Großvater, Edward Porteus († ca. 1700), Eigentümer des Gutes ‘Newbottle’ in Schottland siedelte sich in Gloucester Town in Virginia an. Er erwarb 500 Morgen Ackerland für den Anbau von Tabak und ein Grundstück in Gloucester Town selber. Auch sein Sohn Robert (1679 – 1758) lebte als Plantagenbesitzer in Virginia. Er war zweimal verheiratet und erbte das Land seines Vaters, außerdem 692 Morgen Land im Kirchspiel Petso in Virgina. Robert Porteus und seine zweite Frau Sarah Jennings, Beilbys Mutter, zogen Anfang des 18. Jahrhunderts aufgrund von wirtschaftlichen Problemen nach England und ließen sich 1720 wegen Gesundheitsproblemen von Robert Porteus in York nieder. Beilbys HalbbrunderEdmund Porteus, dem eine Tabakplantage in Port Tobacco in Maryland gehörte, sowie vermutlich einige andere Kinder aus erster Ehe blieben in Amerika. Eventuell erbte Beilby 250 Morgen der Plantage seines Halbbruders in Port Tobacco, sie können aber auch direkt an seinen Großneffen Thomas Porteus gefallen sein.

## Jugend
Beilby Porteus wurde 1731 in York geboren, als vorletztes von neunzehn Kindern von Robert Porteus. Porteus besuchte eine Schule in York und dann die Ripon Grammar School von Hyde, dann studierte er am Christ’s College, Cambridge klassische Philologie, schloss dort 1752 mit einem BA ab und wurde im selben Jahr „Fellow“. Um Geld zu verdienen, wurde er Esquire Bedel, eine Art zeremonialer Universitätsdiener, und gab Privatunterricht. 1759 gewann er den Seatonian Prize für Gedichte über die „Attribute des Höchsten Wesens“ für sein Gedicht Death: A Poetical Essay („Tod, ein poetisches Essay“), ein Werk, für das er noch 1880 bekannt war. Von ihrem Vater erbten Porteus und sein Bruder Edward 1758 eine Plantage in Virginia und die dazugehörigen Sklaven. Sie wurden 1759 verkauft, der Wert der Sklaven wurde auf 1200 £ geschätzt.
1757 wurde Porteus zum Priester ordiniert und 1762 zum häuslichen Kaplan von Thomas Secker, den Erzbischof von Canterbury, berufen und wirkte sechs Jahre lang als dessen persönlicher Assistent im Lambeth Palace. Er erhielt Rucking und Wittersham in Kent als Pfründe. 1764 wurde er Präbendar von Peterborough. Man geht davon aus, dass er in diesen Jahren mit der Situation der versklavten Afrikaner in den amerikanischen Kolonien und in den British West Indies vertraut wurde. Er stand im Briefkontakt mit Klerikern und Missionaren und erhielt Berichte (von James Ramsay) über die beschämenden Bedingungen, denen Sklaven in den British West Indies ausgesetzt waren, sowie von Granville Sharp, einem englischen Rechtsanwalt, der die Fälle von freigelassenen Sklaven in England betreut hatte. Außerdem hatten sein Vater und er selber in Virginia Sklaven auf seiner Tabakplantage besessen.
1769 wurde Porteus zum Kaplan von König George III. berufen. Er wird als einer der Fastenprediger in der Chapel Royal, Whitehall für 1771, 1773 und 1774 aufgelistet. Er war zudem Rector von Lambeth (ein 'advowson' – Kirchenpatronat, das zwischen dem Erzbischof von Canterbury und der Krone aufgeteilt ist) 1767–77, und später Master of St Cross in Winchester (1776–77).
Porteus war sehr besorgt über bestimmte Tendenzen in der Church of England, die er als Verwässerung der Wahrheit der Heiligen Schrift betrachtete. Er setzte sich für eine reine Lehre ein und bekämpfte das Anti-Subscription Movement, das durch Theologen und Gelehrte gefördert wurde, die nach seiner Meinung die wichtigsten christlichen Doktrinen und Glaubensinhalte verwässerten und es dazu Klerikern freistellen wollten, ob sie die Neununddreißig Artikel unterzeichnen wollten oder nicht. Zu gleicher Zeit war er offen, einen Kompromiss zur Revision einiger Artikel zu fordern. Er war immer ein Mann der Church of England, zugleich arbeitete er fröhlich mit Methodisten und Dissentern zusammen und erkannte deren wichtige Beiträge in Evangelisation und Erziehung an.
Er heiratete am 13. Mai 1785 Margaret Hodgson, der Tochter eines Gastwirts aus Stamford.

### Bischof von Chester
1776 wurde Porteus zum Bischof von Chester ernannt und übernahm das Amt 1777. Die Diözese lag im Nordwesten von England und hatte nur wenige Pfarrstellen. Im Zuge der Industriellen Revolution waren neue Zentren entstanden und die Bevölkerung wuchs schnell an. Die beschämende Armut und die Not unter den zugewanderten Arbeitern in neuen Manufakturen und Industriewerken stellte eine große Herausforderung für die Kirche dar und bewirkte einen hohen Druck auf die Infrastruktur der Parochien. Nach wie vor nahm Porteus großen Anteil an dem Los der Westindischen Sklaven. Er predigte für ein Verbot des Sklavenhandels, nahm an zahlreichen Debatten im House of Lords teil und machte sich so einen Namen als Abolitionist. Außerdem engagierte er sich in den Arbeitsgebieten der Society for the Propagation of the Gospel in Foreign Parts, vor allem in Bezug auf die Rolle der Church of England in der Verwaltung der Codrington Plantations in Barbados, wo rund 300 Sklaven im 'Besitz' der Society waren.
Porteus, ein anerkannter Gelehrter und beliebter Prediger konnte 1783 als junger Bischof mit seiner berühmtesten und einflussreichsten Predigt, dem Anniversary Sermon erstmals landesweit Aufmerksamkeit erregen.

### Anniversary Sermon und Haltung zur Sklavenfrage
Als Porteus 1783 eingeladen wurde, den Anniversary Sermon (Geburtstagspredigt) der Society for the Propagation of the Gospel in Foreign Parts zu halten, kritisierte die Rolle der Church of England, die das Los von 350 Sklaven auf ihren Codrington Plantations in Barbados unbeachtet ließ, und empfahl Maßnahmen, um das Los der Sklaven zu verbessern. Es war ein mitfühlendes und gut argumentierendes Plädoyer für „Die Zivilisierung, Verbesserung und Konversion der Neger-Sklaven in den Britischen West-India Inseln als Empfehlung“ (The Civilisation, Improvement and Conversion of the Negroe Slaves in the British West-India Islands Recommended) und wurde in der Kirche St Mary-le-Bow vor vierzig Mitgliedern der Society als Predigt vorgetragen. Zu den Hörern gehörten elf Bischöfe der Church of England. Als diese Predigt auf taube Ohren traf, begann Porteus seinen Plan for the Effectual Conversion of the Slaves of the Codrington Estate (Plan für die effektive Konversion der Sklaven des Codrington Estate), den er der SPG-Committee 1784 präsentierte und, als dieser abgelehnt wurde, erneut 1789. Seine Enttäuschung über die Ablehnung seines Plans durch die anderen Bischöfe ist greifbar. Sein Tagebucheintrag für diesen Tag offenbart seine moralische Entrüstung über die Entscheidung und die offensichtliche Selbstzufriedenheit der Bischöfe und der Committee der Society. Niemand fühlte sich verantwortlich für das Wohl ihrer Sklaven.
Nach dieser Enttäuschung begann Porteus eine 26 Jahre währende Kampagne zur Abschaffung des Sklavenhandels und Emanzipation der Sklaven in den British West Indian Colonies. Er nutzte die schriftstellerische Tätigkeit, ermutigte politische Initiativen und unterstützte die Aussendung von Missionaren nach Barbados und nach Jamaika, die dort freilich wenig erreichten. Er war zutiefst besorgt über das Los der Sklaven. Durch die Berichte, die er erhielt, wurde er ein eifriger und leidenschaftlicher Abolitionist und der höchstrangige Kleriker seiner Zeit, der sich aktiv an Kampagnen gegen Sklaverei beteiligte. Er engagierte sich in der Gruppe von Abolitionisten in Teston, Kent, die von Sir Charles Middleton geführt wurde und bald machte er Bekanntschaft mit William Wilberforce, Thomas Clarkson, Henry Thornton, Zachary Macaulay und anderen Aktivisten. Viele Mitglieder dieser Gruppe waren Mitglieder der sogenannten Clapham Sect von evangelikalen Sozialreformern und Porteus gab ihnen und ihren Kampagnen willig seine Unterstützung.
Als Wilberforces Gesetz zum Verbot des Sklavenhandels ab 1789 unablässig 18 Jahre lang vor das Parlament gebracht wurde, kämpfte Porteus feurig und energisch von der Bench of Bishops im Oberhaus und in der anglikanischen Kirche für das Gesetz. Eine Befreiung der Sklaven hielt Porteus aber erst nach einer langen Zeitspanne von Erziehung und religiöser Unterweisung irgendwann in ferner Zukunft für möglich. 1808 lehnte er es ab, eine Kampagne zur Abschaffung der Sklaverei zu unterstützen.

### Bischof von London
1787 wurde Porteus auf Rat von Premierminister William Pitt auf den Bischofssitz London versetzt, eine Position, die er bis zu seinem Tod 1809 innehatte. In diesem Zuge wurde er nach altem Brauch zugleich zum Privy Council und als Dean der Chapel Royal berufen. Schon 1788 unterstützte er die Slave Trade Bill von Sir William Dolben von der Bank der Bischöfe aus und im Verlauf der nächsten 25 Jahre wurde er der führende Verfechter in der Church of England für die Abschaffung des Sklavenhandels. Er unterstützte Wilberforce, Granville Sharp, Henry Thornton und Zachary Macaulay und andere, um letztlich die Annahme des Slave Trade Act 1807 zu erreichen.
Im Blick auf sein leidenschaftliches Engagement in der Anti-Sklavenhandels-Bewegung und seine Freundschaft mit anderen führenden Abolitionisten, war es besonders passend, dass er als Bischof von London auch mit der offiziellen Verantwortlichkeit für das geistliche Wohl der Britischen Kolonien in Übersee betraut war. Er war verantwortlich für Mission in den Westindischen Inseln und in Indien und gegen Ende seines Lebens finanzierte er persönlich den Versand von Schriften in den Sprachen von zahlreichen Völkern in so unterschiedlichen Regionen wie Grönland und Indien.
Beilby setzte sich für die Bekehrung der schwarzen Sklaven in der Karibik ein. Nur so könne die Geburtenrate gehoben werden. In einem 1808 veröffentlichten Brief an die Machthaber in Westindien argumentiert er, dass bekehrte Sklaven folgsamer, treuer, arbeitsamer, nüchterner und gehorsamer sein würden als Nichtchristen. Die Sklaven sollten in Sonntagsschulen unterrichtet werden, aber ohne ihnen Lesen und Schreiben beizubringen. Der Sonntag war freilich der einzige Tag, an dem die Sklaven ihre Gärten bebauen konnten, aus denen sie ihre Nahrung bezogen.
Porteus setzte sich leidenschaftlich gegen den angeblichen moralischen Verfall in der Nation im Laufe des 18. Jahrhunderts ein und kämpfte gegen Moden, die er in diesen Zusammenhang einordnete, wie Lustgärten, Theater und die Entweihung des Sonntags. Er holte sich Unterstützung bei seiner Freundin Hannah More, einem Blaustrumpf und ehemalige Dramatikerin, die für ihn Traktate gegen die Bosheit der Unmoral und das zügellose Verhalten, das bei solchen Ereignissen oft zu Tage trat. Er war auch gegen die "gottlosen und gefährlichen" Lehren aus Thomas Paines The Age of Reason („Das Zeitalter der Vernunft“). 1793 veröffentlichte Hannah More auf Porteus’ Vorschlag das kurze Pamphlet Village Politics („Dorfpolitik“), das die Argumente von Paine entkräften sollte. Es war das erste in einer Serie von populären Traktaten, welche die vorherrschende Unmoral in diesen Tagen bekämpfte. 1795 zerrte Paines "Proclamation Society" Thomas Williams, den Herausgeber von Paine's Age of Reason vor Gericht.
Porteus bekämpfte die Verbreitung der Prinzipien der Französischen Revolution. Als entschiedener Gegner gesellschaftlicher Veränderungen sah er die christliche Religion als vorzügliches Mittel, die Unterschichten in Schach zu halten.

## Reformen

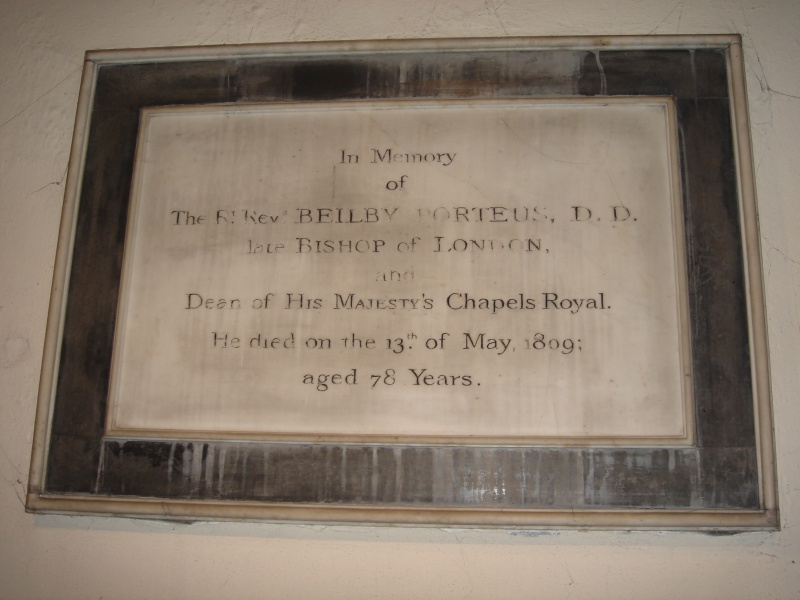
Gedenkplakette in der All Saints Church, Fulham, London.

Im Verlauf der folgenden 20 Jahre, einer Zeit der nationalen und internationalen politischen Tumulte, konnte Porteus die Meinung in den einflussreichen Kreisen der Britischen Monarchie, der Regierung, der City of London und der georgianischen Gesellschaft beeinflussen. Porteus regte Debatten über Sklavenhandel, Katholikenemanzipation, Bezahlung und Lebensverhältnisse geringverdienender Kleriker oder Exzesse der Vergnügungen an Sonntagen an. Außerdem unterstützte er William Wilberforce, Hannah More und die Clapham Sect. Er wurde 1793 Mitglied des Board for Encouragement of Agriculture and internal Improvement („Komitee für die Ermutigung zur Landwirtschaft und inneren Verbesserung“). Er bemühte sich um die Gründung von Sunday Schools in jeder Parochie, er war einer der frühen Förderer der Church Missionary Society und eines der Gründungsmitglieder der British and Foreign Bible Society, in der er später Vizepräsident wurde.
Er war ein eifriger Verfechter des persönlichen Bibellesens und eines Systems der täglichen Stillen Zeit (devotions); die so genannte Porteusian Bible wurde nach seinem Tod nach ihm benannt. Das System besteht darin, die wichtigsten und nützlichsten Passagen zu unterstreichen. Porteus war auch verantwortlich für die Innovation, dass kirchliche Organisationen Traktate verteilen. Er war immer ein Mann der Church of England, arbeitete aber völlig undogmatisch mit Methodisten und Dissentern zusammen und erkannte ihre Beiträge zu Evangelisation und Bildung an.
1788 war George III. erneut in eine seiner Perioden geistiger Verwirrung gefallen (Porphyrie). Im folgenden Jahr predigte Porteus bei einem Dankgottesdienst für seine Gesundung in St Paul’s Cathedral. Der Krieg gegen Napoleon begann 1794 und sollte über 20 Jahre andauern. In Porteus’ Amtszeit wurden sowohl große Dankgottesdienste für britische Siege, zum Beispiel die Seeschlacht bei Kap St. Vincent (1797), die Seeschlacht bei Abukir, die Seeschlacht von Kopenhagen (1801), als auch für nationale Trauerfeiern beim Tod von Nelson 1805, und dessen Staatsbegräbnis in St Paul’s Cathedral 1806 gefeiert. Als Bischof von London beteiligte sich Porteus an diesen Gottesdiensten, wobei es unwahrscheinlich ist, dass er dies bei Nelsons Trauerfeier tat, da der Admiral als notorischer Ehebrecher galt.
Nach langsamen Siechtum seit 1806 starb Porteus 1809 in Fulham Palace und wurde auf seinen Wunsch bei St Mary’s Church in Sundridge in Kent beigesetzt. Das war einen Steinwurf von seinem Sommersitz in dem Dorf entfernt. Er hatte sich immer im Herbst dorthin zurückgezogen.

## Vermächtnis

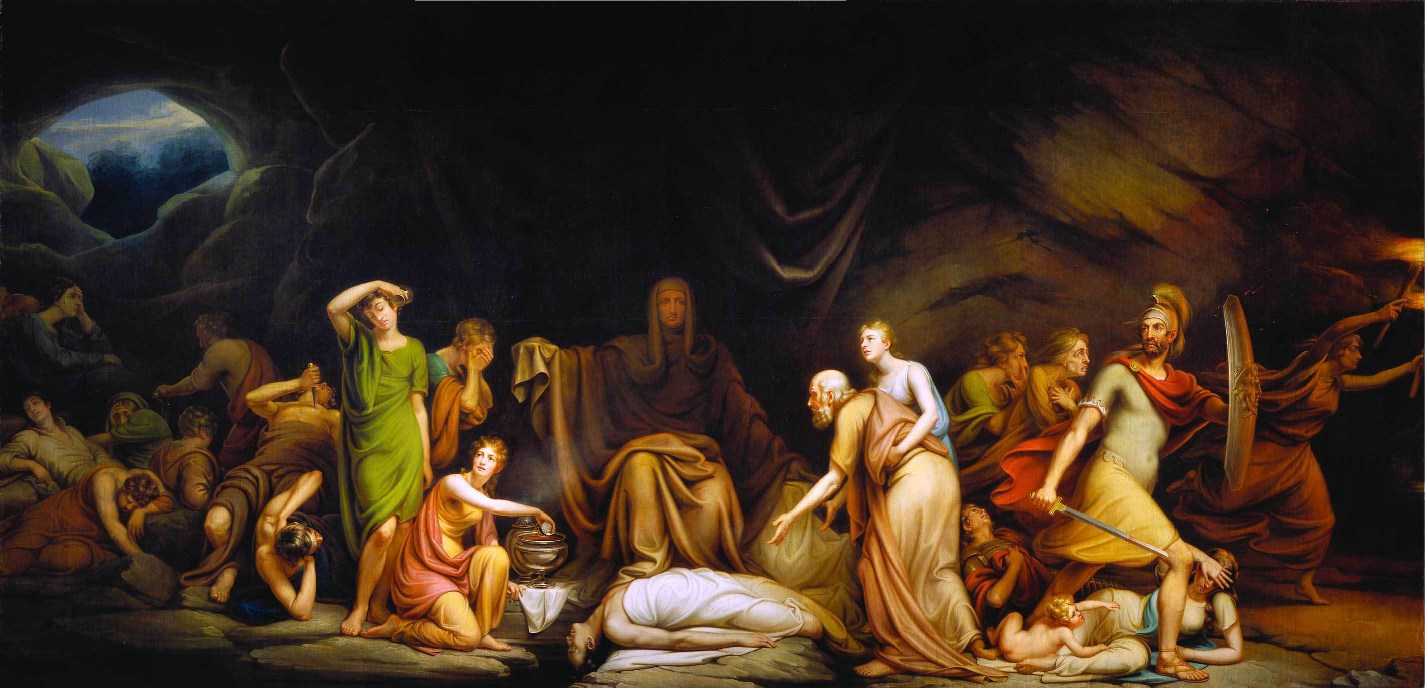
Rembrandt Peale, The Court of Death (Der Hofstaat des Todes) nach dem Gedicht Death: A Poetical Essay von Beilby Porteus. Die Figuren des Monumentalgemäldes waren lebensgroß. Der Tod ist umgeben von Personifikationen von Verzweiflung, Fieber, Schwindsucht, Hypochondrie, Apoplexie, Gicht, Ödem, Selbstmord, Delirium tremens, Unmäßigkeit, Reue, Lust, Pest, Hungersnot, Krieg und Brand. Rechterhand sind durch einen Krieger, ein verwaistes Kind und eine Wittwe einige Betroffenen dargestellt. Im Vordergrund wird das Alter von Glaube unterstützt.

Beilby Porteus war einer der bedeutendsten, jedoch oft unterschätzten Kirchenmänner des 18. Jahrhunderts. Seine Predigten wurden von vielen gelesen und sein Vermächtnis als führender Abolitionist war so bedeutend, dass sein Name im frühen 19. Jahrhundert fast so bekannt war wie die Namen von Wilberforce und Thomas Clarkson. Einhundert Jahre später war er jedoch zu einem der 'vergessenen Abolitionisten' geworden.
Im 21. Jahrhundert ist fast nur noch sein Gedicht Death und die Vorbildrolle für den pompösen Mr. Collins in Jane Austens Pride and Prejudice im Gedächtnis.
Ironischerweise ist eine von Porteus’ dauerhaftesten Beiträgen einer seiner am wenigsten bekannten. Das blue law Sunday Observance Act of 1781 (eine Gegenmaßnahme gegen den 'moralischen Verfall' seiner Zeit) regelte die Freizeitgestaltungsmöglichkeiten an Wochenenden in den folgenden 200 Jahren bis zur Verabschiedung des Sunday Trading Act 1994.
Sein Vermächtnis lebt auch darin weiter, dass die Kampagne, welche er mit ins Leben rief, letztlich auch die Umwandlung der Church of England in eine internationale Bewegung mit Mission und dem Streben nach sozialer Gerechtigkeit und konkret der Ernennung afrikanischer, indischer und afro-karibischer Bischöfe und Erzbischöfe und anderer aus diversen ethnischen Gruppen stattgefunden hat.

## Werke
- Death: A Poetical Essay, 1759.
- A Review of the Life and Character of Archbishop Secker, 1770.
- On a Life of Dissipation, 1770.
- An Essay on the Transfiguration of Christ, 1788.
- Letter to the British West India Islands, 1808.